# Bilopil, Șepetivka
Bilopil (în ucraineană Білопіль) este un sat în comuna Mokiivți din raionul Șepetivka, regiunea Hmelnîțkîi, Ucraina.

## Demografie
Componența lingvistică a localității Bilopil
     Ucraineană (96,3%)
     Rusă (3,48%)
Conform recensământului din 2001, majoritatea populației localității Bilopil era vorbitoare de ucraineană (96,3%), existând în minoritate și vorbitori de rusă (3,48%).